# Грејт Фолс (Вирџинија)
Грејт Фолс (енгл. Great Falls) насељено је место без административног статуса у америчкој савезној држави Вирџинија.

## Демографија
По попису из 2010. године број становника је 15.427, што је 6.878 (80,5%) становника више него 2000. године.
| Група             | 2000.         | 2010.          |
| Белци             | 7.423 (86,8%) | 11.939 (77,4%) |
| Афроамериканци    | 103 (1,2%)    | 280 (1,8%)     |
| Азијати           | 633 (7,4%)    | 2.085 (13,5%)  |
| Хиспаноамериканци | 219 (2,6%)    | 603 (3,9%)     |
| Укупно            | 8.549         | 15.427         |